# Allerseelen (Werefkin)
Allerseelen ist der Titel eines Gemäldes, das die russische Künstlerin Marianne von Werefkin malte. Das Werk, das um 1930 datiert wird, gehört zum Bestand einer Privatsammlung.

## Technik und Maße
Bei der Darstellung mit dem Thema Allerseelen handelt es sich um eine Temperamalerei auf Papier auf Karton aufgezogen, 66 × 76 cm im Querformat. Sie ist unten links monogrammiert.

## Ikonografie
In einer Gebirgslandschaft ist ein ovaler Friedhof mit einer etwa 1,50 hohen Mauer dargestellt. Innerhalb dieser steht eine dreischiffige Kirche mit vier großen rundbogigen Fenstern in dem südlichen Seitenschiff. Im Obergaden gibt es nur drei weit kleinere Fenster. Die Kirche verfügt über keine Apsis, sondern sie hat im Osten einen geraden Abschluss.
Im Westen befindet sich ein schlanker Kirchturm über quadratischem Grundriss. Im Kanton Tessin ist diese Form häufig anzutreffen, z. B. an der Kathedrale San Lorenzo in Lugano. 
Das pyramidale Turmdach trägt über einer Wetterfahne und einer Kugel einen Wetterhahn. Unterhalb des Daches befindet sich auf der westlichen Seite ein schmales hochrechteckiges Fenster, unter dem zeigt eine kreisrunde Kirchturmuhr an, dass Mitternacht erst vor kurzem vergangen ist. Am Fuß des Turms gibt es zwei rundbogige Eingänge zur Kirche. Deren Anordnung – ein Eingang an der Westseite, der zweite an der Südseite – ist ungewöhnlich.
Vier große Koniferen, die das Kirchenschiff an Höhe überragen, stehen auf dem Friedhofsgelände. Ein weiterer dieser Nadelbäume befindet sich außerhalb der Mauer auf der linken Bildseite.
Auf etwa zwei Dutzend Gräbern sind Grabkreuze errichtet. An einigen wurden bunte Kränze niedergelegt. An den Seitenarmen der Kreuze hängen verschiedenfarbige Grablichter in Form von Laternen. Sie scheinen die Quelle und Ursache der geheimnisvollen Beleuchtung der Szenerie zu sein. Der Mond, der die fünf kleinen Bergspitzen im fernen rechten Hintergrund ausleuchtet, kann es nicht sein, da er allenfalls nur die Nordseite der Kirche bescheinen könnte.
Am Eingang zu dem Friedhof ist ein Priester zu sehen, dem zwei Frauen folgen. Sein Habit besteht aus einem schwarzen Birett, einer schwarzen Soutane, unter der hinten am Hals das weiße Kollar zu erkennen ist. Bei den dem Priester folgenden zwei Frauen handelt es sich um Witwen, die schwarz gekleidet sind und Schleier tragen. In den Händen halten sie große bunte Trauerkränze.

## Allerseelen
Allerseelen ist der Feiertag, der am 2. November zum Gedächtnis der Gestorbenen erwählt wurde. Abt Odilo vom Kloster Clugny ordnete ihn 998 an, als er nach der Allerheiligenfeier „die Teufel auf dem Berg Vulcano in Sizilien heulen hörte, weil ihnen so viele Seelen entrissen würden.“ Die Mahnung, sich der armen Seelen an diesem Tag zu erinnern, wurde von Papst Gregor gefördert, der sogar den heidnischen Kaiser Trajan aus dem Fegefeuer erlöste.
Ohne kirchliche Anordnung setzte sich Allerseelen als Feiertag langsam durch. „Begangen wird er durch ein feierliches Totenamt und durch Wallfahrten zum Gottesacker, wo die mit Blumen und Lampen geschmückten Gräber mit Weihwasser besprengt werden.“